# 许竞
许竞（1927年—2011年10月15日），男，奉天（今辽宁）抚顺人，中国登山家。曾两次获得体育运动荣誉奖章。

## 生平
1953年，许竞加入中国共产党。1955年，赴苏联学习登山。1956年，出任中华全国总工会第一期登山运动员训练班负责人。同年，任中苏混合登山队中方副队长，登上了慕士塔格山顶峰。1959年，出任中国慕士塔格山登山队（男女混合）队长，再次登上慕士塔格山顶峰。1960年，出任中国首次登頂珠穆朗玛峰登山队副队长，並到达了海拔8500米。1964年，任中国希夏邦马峰登山队队长，率9位队员登上了顶峰。1975年，任中国珠穆朗玛峰登山队副队长。此后，曾任中国登山协会副主席。1988年，任中日尼联合珠穆朗玛峰登山队副总指挥。
2011年10月15日，许竞因肝癌逝世，享年84岁。